# Great Wall Motors

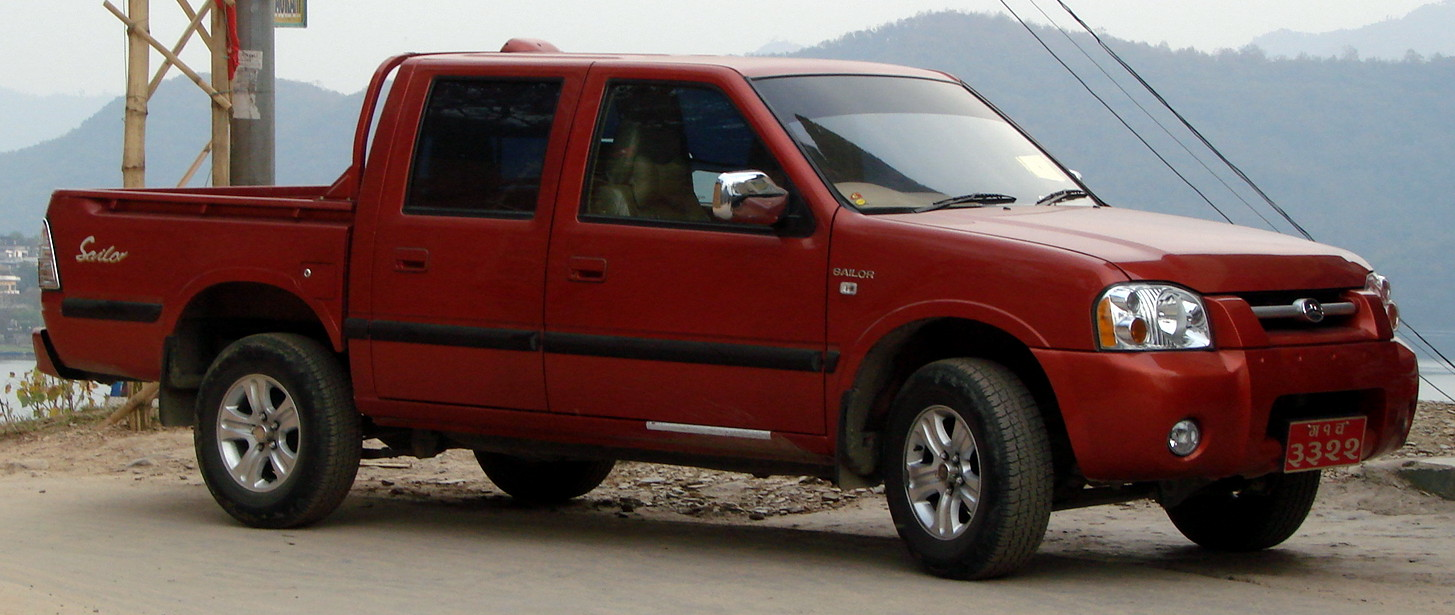
Un Great Wall Sailor modelo CC1027

Great Wall Motor Company Limited (GWM, en chino: 长城汽车) es un fabricante de automóviles chino con sede central en Baoding, Hebei (China). El nombre de la empresa es una referencia en inglés a la Gran Muralla China y se fundó en 1984. Es el mayor productor chino de vehículos utilitarios deportivos (SUV) y camionetas. Es la primera empresa privada de automóviles listada en la Bolsa de Hong Kong. 
GWM se fundó en 1984 como un pequeño fabricante, parcialmente propiedad del gobierno local de Hebei. Wei Jianjun, actual presidente de GWM, fue nombrado director de la compañía en 1990 y consolidó la empresa como uno de los principales fabricantes de camionetas pickup en China. En 1998, la empresa se privatizó y comenzó a cotizar en la Bolsa de Valores de Hong Kong en 2003.

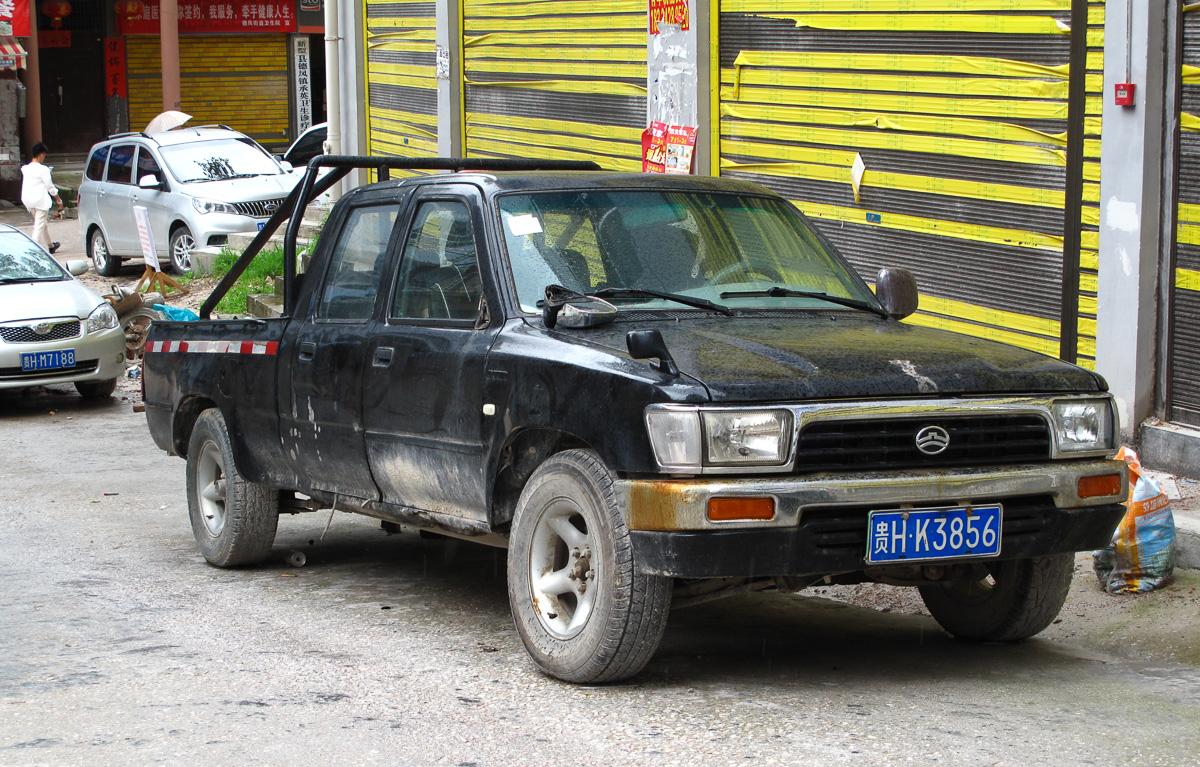
Modelo Deer copiado de cerca a la Toyota Hilux de sexta generación.

La compañía produce y vende vehículos bajo múltiples ramas para sus distintos segmentos. Entre utilitarios y de uso común, dentro de las SUV se destaca la Great Wall Hover y su sucesora la Great Wall Haval H3(co (enlace roto disponible en Internet Archive; véase el historial, la primera versión y la última).),  y H5 (ec). Además dentro del segmento de los Hatchback poseen como el Florid y el Florid Cross, también los Voleex C10, C20, los Sedan Voleex C30 (ec, cr) y el Voleex C50. También, el reciente modelo "SUV compacto" M4 (ec, co, cr).
Great Wall Motors presentó la submarca Haval, línea de vehículos cross over y SUV. Por ejemplo, la Haval H2, HAVAL H6 (ec, co, cr), HAVAL H7, HAVAL H8 Y HAVAL H9 (ec, co, cr).

## Historia

### 1984-2003: Establecimiento y años iniciales
GWM comenzó como un taller de reparaciones de maquinaria agrícola, llamado Great Wall Repair Factory, ubicado en Baoding, Hebei. El taller fue fundado en el año 1976 por Wei Deliang, el tío del actual presidente Wei Jianjun. GWM fue fundado en colaboración con el gobierno local de Naduyan Township. Para el 1984, el taller comenzó a producir sus propios vehículos comerciales basados en el Beijing BJ212. Estos incluían pequeños camiones llamados los CC130 y un SUV de gran tamaño, la CC513. Wei Deliang renombró la compañía a Great Wall Industry Company.
Tras graduarse de la secundaria, Wei Jianjun trabajó brevemente en una fábrica de micromotores en Pekín y, posteriormente, en una fábrica de alfombras. En 1986, se incorporó a una empresa propiedad de Wei Deyi, su padre, dedicada a la construcción metálica, tuberías de agua y componentes para calefacción. En 1989, él y su padre fundaron Taihang Dongwei Automotive Suspension, especializada en el diseño de suspensiones para vehículos. En 1989, Wei Deliang falleció en un accidente de tráfico. Dado que Great Wall Industry Company era una cooperativa, la empresa pasó a manos de la comunidad local. En aquel entonces, la empresa atravesaba dificultades debido a la escasez de trabajadores con formación técnica y a algunas deudas. El ayuntamiento de Nandayuan buscó un nuevo director para dirigir la empresa en su nombre. A los 26 años, Wei Jianjun solicitó el puesto, viéndolo como una oportunidad para seguir su pasión por los coches. En julio de 1990, fue nombrado director por cinco años y dejó la empresa de su padre.
Al tomar el mando, Wei Jianjun comenzó a desarrollar automóviles de pasajeros y aprendió ingeniería automotriz por su cuenta con su equipo. Para 1993, Great Wall produjo varios modelos basados en diseños existentes, como el Nissan Cedric (Y30) y el Toyota Crown (S130), denominados CC1020 y CC1020S respectivamente.[4] La compañía también desarrolló variantes como camionetas familiares y camionetas pickup. Otros modelos tempranos de Great Wall incluyen una camioneta con cabina doble basada en BJ212 (también llamada CC1020S), una camioneta familiar basada en BJ212, la CC6490, un sedán pequeño conocido como Hawk CC6470 y un clon del Rolls-Royce Silver Spur. Sin embargo, las nuevas regulaciones nacionales obligaron a Great Wall a finalizar la producción de automóviles de pasajeros (sedán) a fines de 1994. De esta manera, el gobierno impulsó a los fabricantes a centrarse en un nuevo segmento. Los vehículos utilitarios y SUV, con un auge esperado para los 2000, fueron el punto objetivo junto a la apertura de China al mundo para el nuevo milenio. Reconociendo el potencial de las camionetas pickup a nivel mundial, Wei Jianjun desarrolló un modelo basado completamente en la Toyota Hilux, lo llamó Great Wall Deer. En 1996, Great Wall lanzó la Great Wall Deer, con un precio competitivo y considerada de buena calidad. El éxito de la Deer convirtió a Great Wall en el principal fabricante de camionetas pickup en China. En octubre de 1997, se exportaron las primeras camionetas pickup Great Wall a Oriente Medio.

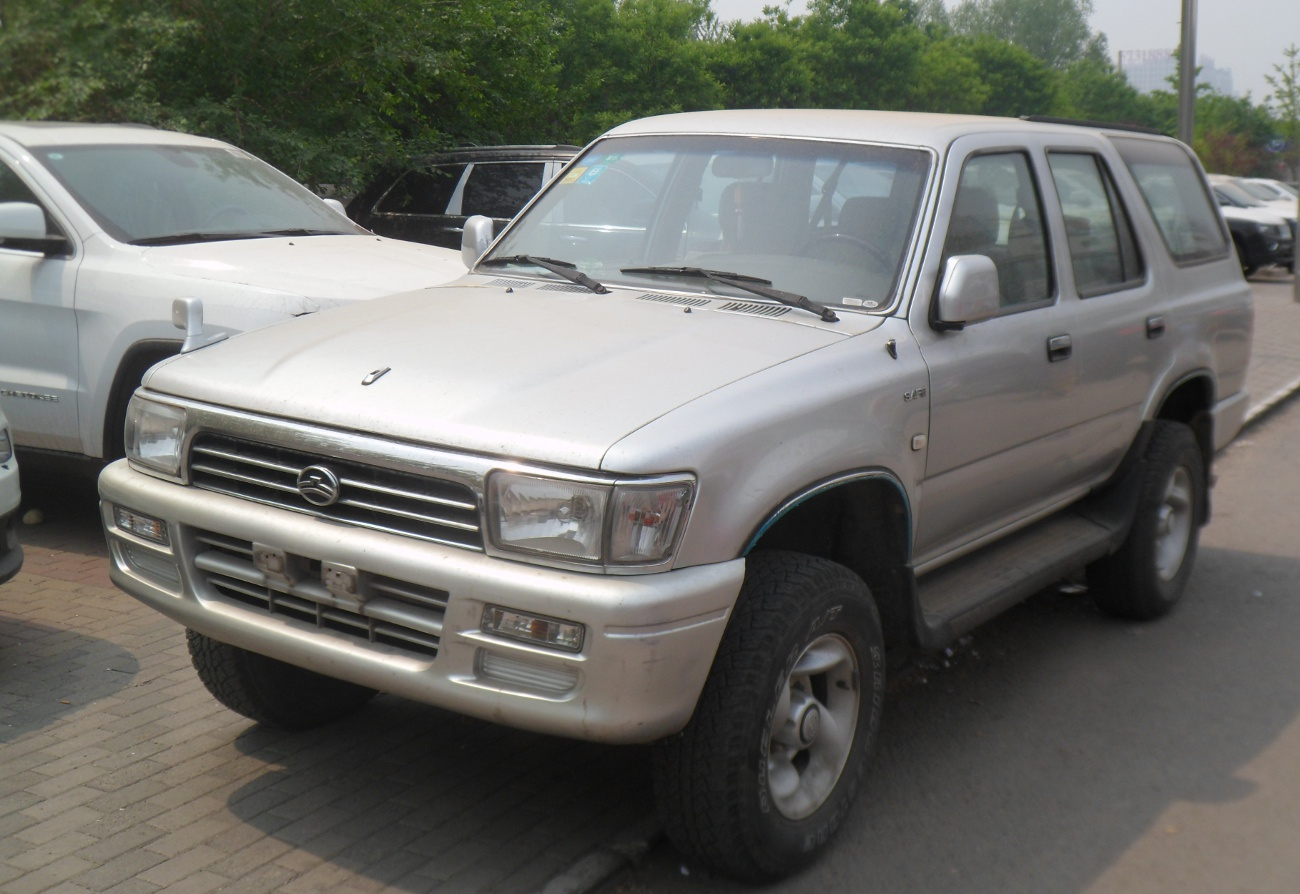
Great Wall Safe, copiado de Toyota 4Runner.

En 1998, el gobierno local privatizó la empresa y formó Great Wall Motor Group Co. Ltd., con Wei Jianjun como propietario del 25% de las acciones. Para 2001, la familia Wei poseía el 56%, mientras que el municipio de Nandayuan conservaba el resto. Great Wall amplió su gama de camionetas con modelos como Sailor y SoCool, y se aventuró en el mercado de los SUV con los modelos Safe, Sing y Pegasus. Todos estos modelos con una semejanza particular a los coches más vendidos de Nissan en el segmento pick-up y SUV.
En 1999, Great Wall enfrentó una crisis en su cadena de suministro cuando su único proveedor de motores se asoció con su competidor Brilliance Auto, limitando el suministro a Great Wall. Para asegurar su cadena de suministro, Wei Jianjun fundó Great Wall Internal Combustion Engine Company, con una participación del 51%, e invirtió en equipos avanzados para la producción independiente de motores. Durante los dos años siguientes, formó más de diez holdings mediante fusiones y adquisiciones para producir diversas piezas de automóviles.

## Paraguay

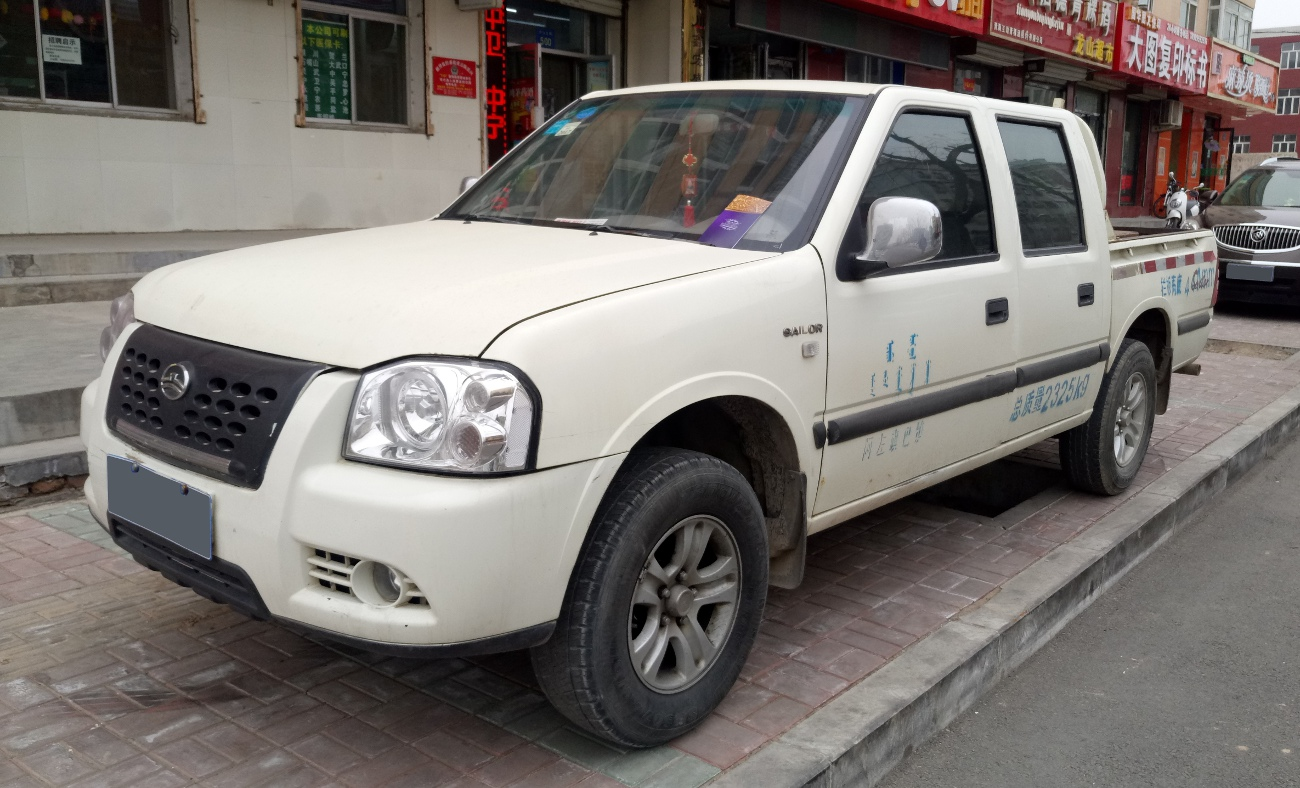
Great Wall Sailor 2002.

El mercado paraguayo fue uno de los primeros en Sudamérica en recibir a Great Wall Motors. 

## Ecuador
En 2010 comenzó con la venta y distribución de los modelos Great Wall en el país. 

## Planta ensambladora en Latinoamérica
En 2013 nace CIAUTO "La Ciudad del Auto" en la ciudad de Ambato, en Ecuador, en esta planta trabajan alrededor de 200 personas, y a la fecha, se van fabricando más de 20.000 autos en los últimos años de operaciones entre ellos las camionetas Wingle 5, Wingle S, Wingle 7 que son distribuidos en Ecuador, Costa Rica y Colombia.

## Modelos
- Haval Dargo
- Haval Jolion
- Haval H9
- Haval H6 sport
- Haval H6
- Haval H2
- Wingle 7 Cabina DOble y Cabina Simple
- Wingle S
- Haval H3
- Haval H5 Turbo
- Haval M2
- Poer
- Sailor
- Deer
- SoCool
- Wingle 3
- Wingle 5
- Wingle 6
- Wingle 7
- POER P
- POER C
- Voleex C10
- Voleex C20r
- Voleex C30,
- Great Wall C30 PLUS,
- Voleex C50
- Voleex C70
- Florid
- Florid Cross
- Peri
- Hover H3
- Hover H6
- Hover
- Safe
- M4